# Remember That Night: Live at the Royal Albert Hall
Remember That Night: Live at the Royal Albert Hall è il terzo album video del cantautore britannico David Gilmour, pubblicato il 17 settembre 2007 dalla EMI.

## Il disco
Contiene le registrazioni delle tre date tenute da Gilmour presso la Royal Albert Hall di Londra maggio del 2006 durante il suo tour in supporto al terzo album in studio On an Island.
Ad anticipare la pubblicazione sono stati i singoli Wish You Were Here e Shine On You Crazy Diamond, rispettivamente pubblicati il 3 settembre nel Regno Unito e il 6 novembre negli Stati Uniti d'America.

## Tracce
Disco 1
1. Speak to Me
2. Breathe
3. Time
4. Breathe (Reprise)
5. Castellorizon
6. On an Island
7. The Blue
8. Red Sky at Night
9. This Heaven
10. Then I Close My Eyes
11. Smile
12. Take a Breath
13. A Pocketful of Stones
14. Where We Start
15. Shine On You Crazy Diamond
16. Fat Old Sun
17. Coming Back to Life
18. High Hopes
19. Echoes
20. Wish You Were Here
21. Find the Cost of Freedom
22. Arnold Layne (featuring David Bowie)
23. Comfortably Numb (featuring David Bowie)

Disco 2
1. Wot's... Uh the Deal (Bonus Track from the Royal Albert Hall)
2. Dominoes (Bonus Track from the Royal Albert Hall)
3. Wearing The Inside Out (Bonus Track from the Royal Albert Hall)
4. Arnold Layne (Bonus Track from the Royal Albert Hall)
5. Comfortably Numb (Bonus Track from the Royal Albert Hall)
6. Breaking Bread, Drinking Wine (Documentary)
7. Dark Globe
8. Astronomy Domine
9. This Heaven
10. Castellorizon
11. On an Island
12. The Blue
13. Take a Breath
14. High Hopes
15. The Making of 'On an Island' (Documentary)
16. The West Coast (Documentary)
17. On an Island (Music Video)
18. Smile (Music Video)
19. Island Jam 2007

3 Track Exclusive – CD bonus nell'edizione di Best Buy
1. On an Island (The AOL Sessions, April 2006) – 6:48
2. Take a Breath (The AOL Sessions, April 2006) – 5:08
3. High Hopes (The AOL Sessions, April 2006) – 9:06

## Formazione
- David Gilmour – voce, chitarra, sassofono
- Phil Manzanera – chitarra, voce
- Guy Pratt – basso, voce
- Richard Wright – tastiera, voce
- Jon Carin – tastiera, lap steel guitar, programmazione, voce
- Steve DiStanislao – batteria, voce
- Dick Parry – sassofono, tastiera
- David Crosby e Graham Nash – voci aggiuntive (tracce 6, 7, 15 e 21)
- Robert Wyatt – voce aggiuntiva (traccia 10)
- David Bowie – voce aggiuntiva (tracce 22 e 23)